# Prima nazione Halalt

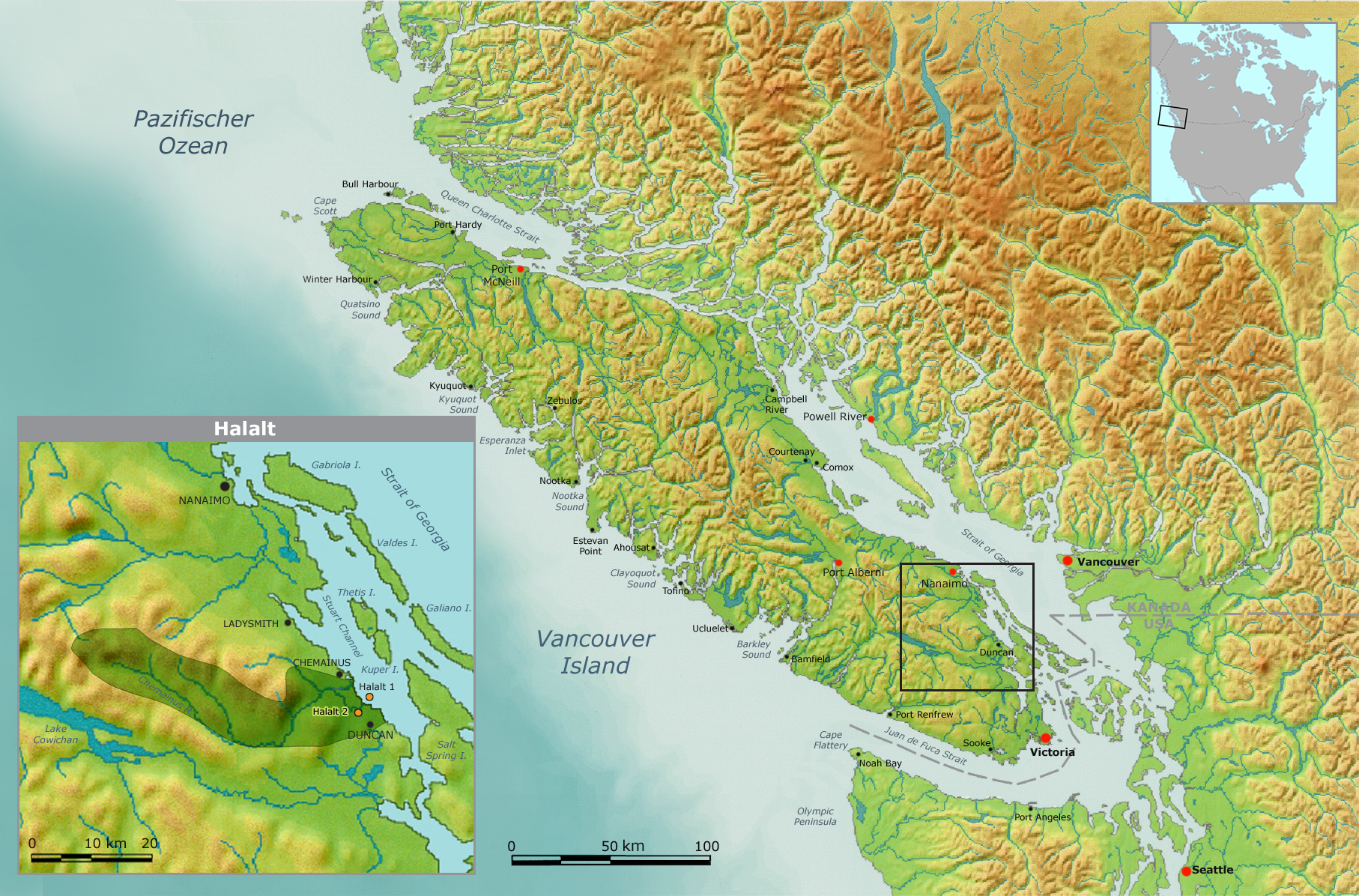
Territorio traditional Halalt

La Prima Nazione Halalt è una tribù delle Prime Nazioni stanziata in una riserva nei pressi di Chemainus nella parte Sud-orientale dell'Isola di Vancouver, Columbia Britannica, Canada. Il territorio storico del popolo Halalt è la parte inferiore della valle di Chemainus River e Willy Island, che è al largo dell'odierna città di Chemainus.
La Prima Nazione Halalt è un membro del Naut'sa mawt Tribal Council ed è affiliata allo Hul'qumi'num Treaty Group.